# Luisia
Luisia is een geslacht van kevers uit de familie bladkevers (Chrysomelidae).
De wetenschappelijke naam van het geslacht werd in 2006 gepubliceerd door Medvedev & Regalin.

## Soorten
- Luisia paradoxa Medvedev & Regalin, 2006